# Талламор

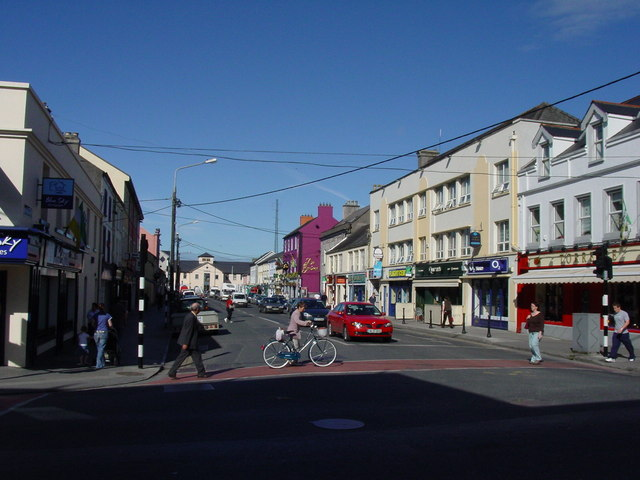
Патрик стрит

Талламор (англ. Tullamore; ирл. Tulach Mhór (Тулах-Вор), «большой курган») — (малый) город в Ирландии, административный центр графства Оффали (провинция Ленстер), а также его крупнейший город. В 2004 году получил бронзовую медаль в Irish Tidy Towns Competition.

## История
В 1798 году через Талламор был проложен Гранд-канал, соединивший город с Дублином.  
Лучше всего Талламор известен тем, что в нём с 1829 по 1950-е годы находилась вискикурня Tullamore Distillery, производящая ирландский виски Tullamore Dew. Сейчас этот бренд продаётся компанией Cantrell & Cochrane, а производится в Мидлтоне.
В 1835 году город стал центром графства (раньше центром был Денган).
В 1854 году в городе открылась железнодорожная станция.
В 1862 году больше сотни ирландских семей, живших во владениях Эдварда Дигби, 9-го барона Дигби, в окрестностях Талламора, получили уведомления о выселении. Местный священник, отец Падди Данни (Paddy Dunne) устроил переезд этих 400 ирландцев в Австралию. Зафрахтованный у компании Black Ball Line корабль получил имя «Erin-go-Bragh» («Ирландия навсегда!»).
В городе есть замок Чарлвилль, а вдоль трассы N52 установлены 4 металлические фигуры (1 % дорожного бюджета города тратится на придорожное искусство). Одна из фигур держит чашу, вторая посох, третья книгу, а четвёртая выпускает птиц, символизирующих души.
Местная железнодорожная станция была открыта 2 октября 1854 года.

## Демография
Население — 12 927 человек (по переписи 2006 года). В 2002 году население составляло 11 098 человек. При этом, население внутри городской черты (legal area) было 10 900, население пригородов (environs) — 2027.
Данные переписи 2006 года:
| Общие демографические показатели |               |                               |                               |      |      |
| Всё население                    | Всё население | Изменения населения 2002—2006 | Изменения населения 2002—2006 | 2006 | 2006 |
| 2002                             | 2006          | чел.                          | %                             | муж. | жен. |
| 11 098                           | 12 927        | 1829                          | 16,5                          | 6335 | 6592 |

В нижеприводимых таблицах сумма всех ответов (столбец «сумма»), как правило, меньше общего населения населённого пункта (столбец «2006»).
| Религия (Тема 2 — 5 : Число людей по религиям, 2006) |             |                |             |            |        |        |
| Католики, чел.                                       | Католики, % | Другая религия | Без религии | не указано | сумма  | 2006   |
| 11 290                                               | 87,3        | 865            | 373         | 399        | 12 927 | 12 927 |

| Этно-расовый состав (Этничность. Тема 2 — 3 : Постоянное население по этническому или культурному происхождению, 2006) |            |              |       |        |        |            |        |        |
| Белые ирландцы | Лухт-шулта | Другие белые | Негры | Азиаты | Другие | Не указано | сумма  | 2006   |
| 9943 | 349        | 1317         | 164   | 208    | 344    | 426        | 12 751 | 12 927 |
| Доля от всех отвечавших на вопрос, %                                                                                   |            |              |       |        |        |            |        |        |
| 78,0 | 2,7        | 10,3         | 1,3   | 1,6    | 2,7    | 3,3        | 100    | 98,61  |

1 — доля отвечавших на вопрос о языке от всего населения.
| Владение ирландским языком (Тема 3 — 1 : Число людей от 3 лет и старше по способности говорить по-ирландски, 2006) |      |            |        |        |
| Владеете ли Вы ирландским языком?                                                                                  |      |            |        |        |
| Да | Нет  | Не указано | сумма  | 2006   |
| 4479 | 7267 | 608        | 12 354 | 12 927 |
| Доля от всех отвечавших на вопрос о языке, %                                                                       |      |            |        |        |
| 36,3 | 58,8 | 4,9        | 100    | 95,61  |

1 — доля отвечавших на вопрос о языке от всего населения.
| Использование ирландского языка (Тема 3 — 2 : Говорящие по-ирландски от 3 лет и старше по частоте использования ирландского языка, 2006) |                                                            |                                               |                                               |                                               |                                               |                                               |       |                                     |        |
| Как часто и где Вы говорите по-ирландски?                                                                                                |                                                            |                                               |                                               |                                               |                                               |                                               |       |                                     |        |
| ежедневно, только в образовательных учреждениях                                                                                          | ежедневно, как в образовательных учреждениях, так и вне их | в других местах (вне образовательной системы) | в других местах (вне образовательной системы) | в других местах (вне образовательной системы) | в других местах (вне образовательной системы) | в других местах (вне образовательной системы) | сумма | всего, отвечавших на вопрос о языке | 2006   |
| ежедневно, только в образовательных учреждениях                                                                                          | ежедневно, как в образовательных учреждениях, так и вне их | ежедневно                                     | каждую неделю                                 | реже                                          | никогда                                       | не указано                                    | сумма | всего, отвечавших на вопрос о языке | 2006   |
| 1225 | 100                                                        | 81                                            | 266                                           | 1608                                          | 1136                                          | 63                                            | 4479  | 12 354                              | 12 927 |
| Доля от всех отвечавших на вопрос о языке, %                                                                                             |                                                            |                                               |                                               |                                               |                                               |                                               |       |                                     |        |
| 9,9 | 0,8                                                        | 0,7                                           | 2,2                                           | 13,0                                          | 9,2                                           | 0,5                                           | 36,3  | 100                                 |        |

| Типы частных жилищ (Тема 6 — 1(a) : Число частных домовладений по типу размещения, 2006) |          |         |                 |            |       |        |
| Отдельный дом                                                                            | Квартира | Комната | Переносные дома | не указано | сумма | 2006   |
| 3886                                                                                     | 394      | 54      | 36              | 181        | 4551  | 12 927 |